# Altschwendt
Altschwendt är en ort och kommun i Österrike. Den ligger i distriktet Schärding i förbundslandet Oberösterreich, 200 kilometer väster om huvudstaden Wien.
Kommunen består av tio orter (Ortschaften) (inom parentes invånarantal 1 januari 2024):

- Altenseng (14)
- Altschwendt (376)
- Danrath (23)
- Fasthub (47)
- Hausmanning (37)
- Putzenbach (24)
- Rien (31)
- Rödham (107)
- Urleinsberg (30)
- Wohlmarch (33)